# Macurgum
Macurgum était un dieu guérisseur de la mythologie berbère faisant partie, pour les Romains, des Dii Mauri (Dieux maures), divinités berbères appartenant au panthéon numide et maure ayant perduré longtemps durant l'Empire romain et lors de la christianisation de l'Afrique romaine. 
On retrouve dans les croyances kabyles un génie nommé Maqur qui pourrait venir de Macurgum.

## Étymologie
Macurgum est construit sur le trilitère libyque mqr (moqran : grand), ce nom, dont la racine est celle d’un certain nombre d’ethniques berbères, se retrouve, avec une inversion du c et du g, dans le Magu(r)cum Fortunatus d’une stèle à Saturne de Hr es-Srira.

## Culte
Macurgum est une des sept divinités trônant sur un bas-relief découvert à Béja, en Tunisie, un uolumen dans la main droite et un bâton autour duquel s’enroule un serpent dans la gauche. Il est une des trois divinités représentées à la gauche du roi des dieux Bonchor, entre le cavalier Macurtam et la déesse Vihinam. L'une des portes antiques de Béja s'appelle par ailleurs Bab Essabaa ou « porte des Sept », et le musée de Leyde (Rijksmuseum van Oudheden) aux Pays-Bas conserve une stèle punique déterrée à Béja où les sept planètes sont représentées sous des figures humaines.